# 27. januar
27. januar je 27. dan leta v gregorijanskem koledarju. Ostaja še 338 dni (339 v prestopnih letih).

## Dogodki
- 1695 – Mustafa II. postane otomanski sultan
- 1825 – Ameriški kongres potrdi skrčevanje ozemlja Indijancev.
- 1880 – Thomas Alva Edison patentira električno žarnico
- 1916 – ustanovljena Spartakova zveza
- 1924 – podpis sporazuma v Rimu, Italija dobi Reko, Kraljevina Srbov, Hrvatov in Slovencev pa Sušak
- 1936 – prek Slovenije prvič poteka reli Monte Carlo[1]
- 1944:
  - prebit obroč okoli Leningrada
  - Liberija napove vojno Tretjemu rajhu in Japonski
- 1945 – Rdeča armada osvobodi Auschwitz
- 1967 – v požaru na Apollu 1 umrejo astronavti Virgil Grissom, Edward White in Roger Chaffee
- 1973 – v Parizu podpisan sporazum med ZDA, Vietkongom, Severnim in Južnim Vietnamom o koncu vietnamske vojne
- 1983 – 53,85 km dolg železniški predor Seikan poveže Japonska otoka Honšu in Hokaido
- 1993 – začetek sanacije Ljubljanske banke
- 2020 – predsednik vlade RS Marjan Šarec odstopi s položaja

## Rojstva
- 1242 – Margareta Ogrska, princesa, dominikanska redovnica in svetnica († 1270)
- 1571 – Abas I. Veliki, perzijski šah († 1629)
- 1585 – Hendrick Avercamp, nizozemski slikar (tega dne je bil krščen) († 1634)
- 1662 – Richard Bentley, angleški anglikanski teolog, klasični učenjak, filolog, filozof in kritik († 1742)
- 1756 – Wolfgang Amadeus Mozart, avstrijski skladatelj († 1791)
- 1775 – Friedrich von Schelling, nemški filozof († 1854)
- 1808 – David Friedrich Strauss, nemški teolog in biblicist († 1874)
- 1823 – Édouard Lalo, francoski skladatelj († 1892)
- 1829 – Isaac Roberts, britanski astronom († 1904)
- 1832 – Lewis Caroll, angleški pisatelj, matematik, logik, filozof († 1898)
- 1836 – Leopold von Sacher-Masoch, avstrijski pisatelj († 1895)
- 1859 – Viljem II., nemški cesar († 1941)
- 1891 – Ilja Grigorjevič Erenburg, ruski pisatelj, novinar († 1967)
- 1910 – Edvard Kardelj, slovenski politik († 1979)
- 1912 – Arne Næss, norveški filozof in ekolog († 2009)
- 1931 – Mordecai Richler, kanadski pisatelj († 2001)
- 1934 – Édith Cresson, francoska predsednica vlade
- 1944 – Nick Mason, britanski glasbenik (Pink Floyd)
- 1964 – Bridget Fonda, ameriška filmska igralka
- 1980 – Marat Safin, ruski tenisač

## Smrti
- 457 – Marcijan, cesar Bizantinskega cesarstva (* 392)
- 1062 – Adelajda Ogrska, češka vojvodinja žena (* okoli 1040)
- 1142 – Yue Fei, kitajski general (* 1103)
- 1311 – Hajisan/cesar Wuzong, mongolski veliki kan, kitajski cesar dinastije Yuan (* 1281)
- 1377 – Friderik III. (IV.), sicilski kralj, atenski vojvoda (* 1341)
- 1540 – Angela Merici, italijanska svetnica, ustanoviteljica uršulink (* 1470 ali 1474)
- 1651 – Abraham Bloemaert, nizozemski slikar, graver (* 1564)
- 1814 – Johann Gottlieb Fichte, nemški filozof (* 1762)
- 1860: 
  - Thomas Brisbane, škotski astronom, general, kolonialni guverner (* 1773)
  - János Bolyai, madžarski matematik (* 1802)
- 1901 – Giuseppe Verdi, italijanski skladatelj (* 1813)
- 1919 – Endre Ady, madžarski pesnik (* 1877)
- 1922:
  - Giovanni Verga, italijanski pisatelj (* 1840)
  - Nellie Bly, ameriška novinarka (*1864)
- 1956 – Erich Kleiber, avstrijski dirigent (* 1890)
- 1958 – Kazimir Zakrajšek, slovenski redovnik, pesnik, pisatelj, dramatik in urednik (* 1878)
- 1967:
  - Virgil Ivan »Gus« Grissom, ameriški astronavt (* 1926)
  - Edward Higgins White II., ameriški astronavt (* 1930)
  - Roger Bruce Chaffee, ameriški astronavt (* 1935)
- 1983 – Louis de Funès, francoski filmski igralec, komik (* 1914)
- 1989 – sir Thomas Octave Murdoch Sopwith, angleški letalski konstruktor (* 1888)
- 1994 – Boris Aleksandrovič Voroncov-Veljaminov, ruski astronom, astrofizik (* 1904)
- 2006:
  - Nikica Kalogjera, hrvaški zdravnik in skladatelj (* 1930)
  - Johannes Rau, nemški politik (* 1931)
- 2008 – Suharto, indonezijski predsednik (* 1921)
- 2010:
  - Jerome David Salinger, ameriški pisatelj (* 1919)
  - Howard Zinn, ameriški zgodovinar, politolog in politični aktivist (* 1922)

## Prazniki in obredi
- Svetovni dan spomina na žrtve holokavsta

## Goduje
- Sveti Janez Zlatousti
- sveti Vitalijan